# Sennels
Sennels is een plaats in de Deense regio Noord-Jutland, gemeente Thisted. De plaats telt 872 inwoners (2008).